# Maria Latour
Maria Latour, née le 22 mai 1943, est une actrice française. Elle est notamment connue pour avoir joué dans le film de Luis Buñuel, Belle de Jour (1967). Sa carrière d'actrice tourne autour de l'année 1967, mais elle apparaîtra à la télévision également, dans les années soixante-dix.

## Biographie
Fille d'un industriel installé au Cameroun.

## Filmographie

### Cinéma
- 1967 : Le vicomte règle ses comptes de Maurice Cloche : Tania
- 1967 : Toutes folles de lui de Norbert Carbonnaux : Lily
- 1967 : Belle de jour de Luis Buñuel : Mathilde
- 1967 : Le Fou du labo 4 de Jacques Besnard : Régine
- 1969 : Dieu a choisi Paris de Philippe Arthuys et Gilbert Prouteau

### Télévision
- 1969 : Foncouverte de Robert Guez (Série TV)v: Peppina
- 1970 : Les Enquêteurs associés de Gilles Grangier, Serge Korber et Jean Salvy (Série TV) : Ariane
- 1972 : Les Aventures du capitaine Lückner (Série TV) : Sophia
- 1973 : Un grand blessé (Téléfilm) : Dominique